# Chase Brothers Motorcycle
Chase Brothers Motorcycle fou un fabricant de motocicletes britànic que tingué activitat entre el 1903 i el 1906. L'empresa fou fundada pel ciclista professional Arthur Chase i el seu germà F. W. Chase, antic pilot de motociclisme que va córrer per a BAT el 1902. Les Chase duien motors Soncin de 2,75 CV.